# ميتاجينكس

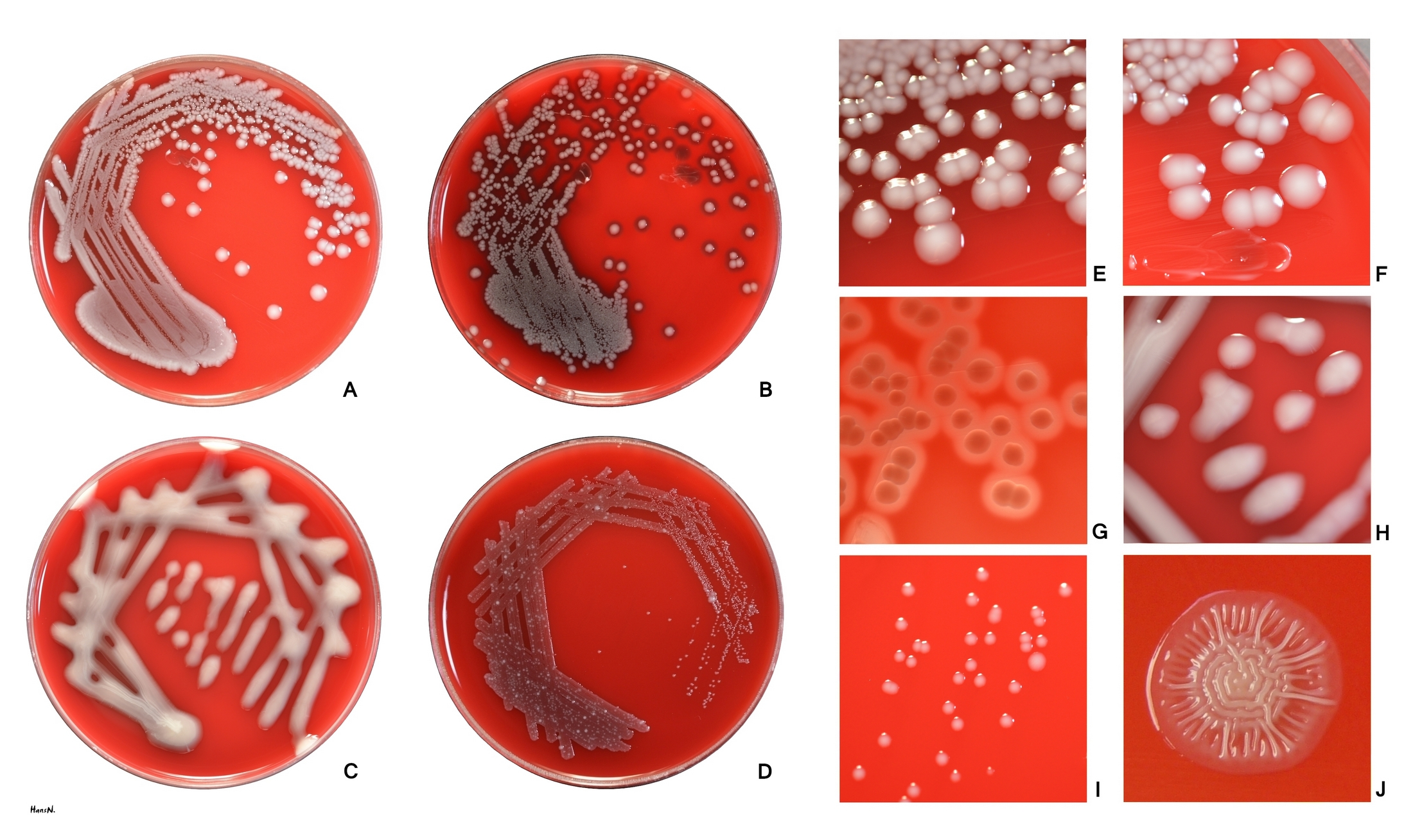
مستعمرات الإشريكية القولونية على أجار دم الأغنام بعد 24 ساعة عند 37 درجة مئوية. الشكل أ، ب: تنتج معظم سلالات الإشريكية القولونية مستعمرات ناعمة ودائرية ومنخفضة المحدبة ذات حافة كاملة يبلغ قطرها حوالي 3-4 مم. فهي رمادية اللون، زبدانية، ومستحلبة بسهولة. الشكل B، G: قد يتسبب الهضم الجزئي لكرات الدم الحمراء في تغير لون الأجار بشكل أو بآخر تحت المستعمرات وفي المناطق المجاورة لها (الشكل F). في كثير من الأحيان تكون المعزولات من المسالك البولية هي الحالة للدم بيتا. الشكل C، H: الأقل شيوعًا هي السلالات المخاطية العالية، والتي يتم عزلها عادةً من البول. الشكل D، I: أو متغيرات المستعمرات الصغيرة، المعروفة سابقًا باسم المستعمرات القزمة، والتي يتم عزلها عادةً من البول. الشكل J: العزلة البولية - المستعمرات الخشنة

يستخدم مصطلح الميتاجينكس من البادئة ميتا واللاحقة جين. وهو يعني حرفيًا «إنشاء شيء له القدرة على الإنشاء بدوره».
وفي سياق التكنولوجيا الحيوية، يشير مصطلح الميتاجينكس إلى عملية هندسة الكائنات الحية لإنتاج نوع معين من الإنزيمات، أو البروتينات، أو أي مركّب كيميائي حيوي آخر من مواد بادئة أبسط في التركيب. أحد الأمثلة على ذلك هو الهندسة الوراثية لبكتريا إيشريشيا كولاي بمهمة محددة هي إنتاج الإنسولين البشري من الأحماض الأمينية الأولية.